# Listă de comitate din statul Virginia de Vest
Această pagină este o listă a celor 55 comitate ale statului american Virginia de Vest.

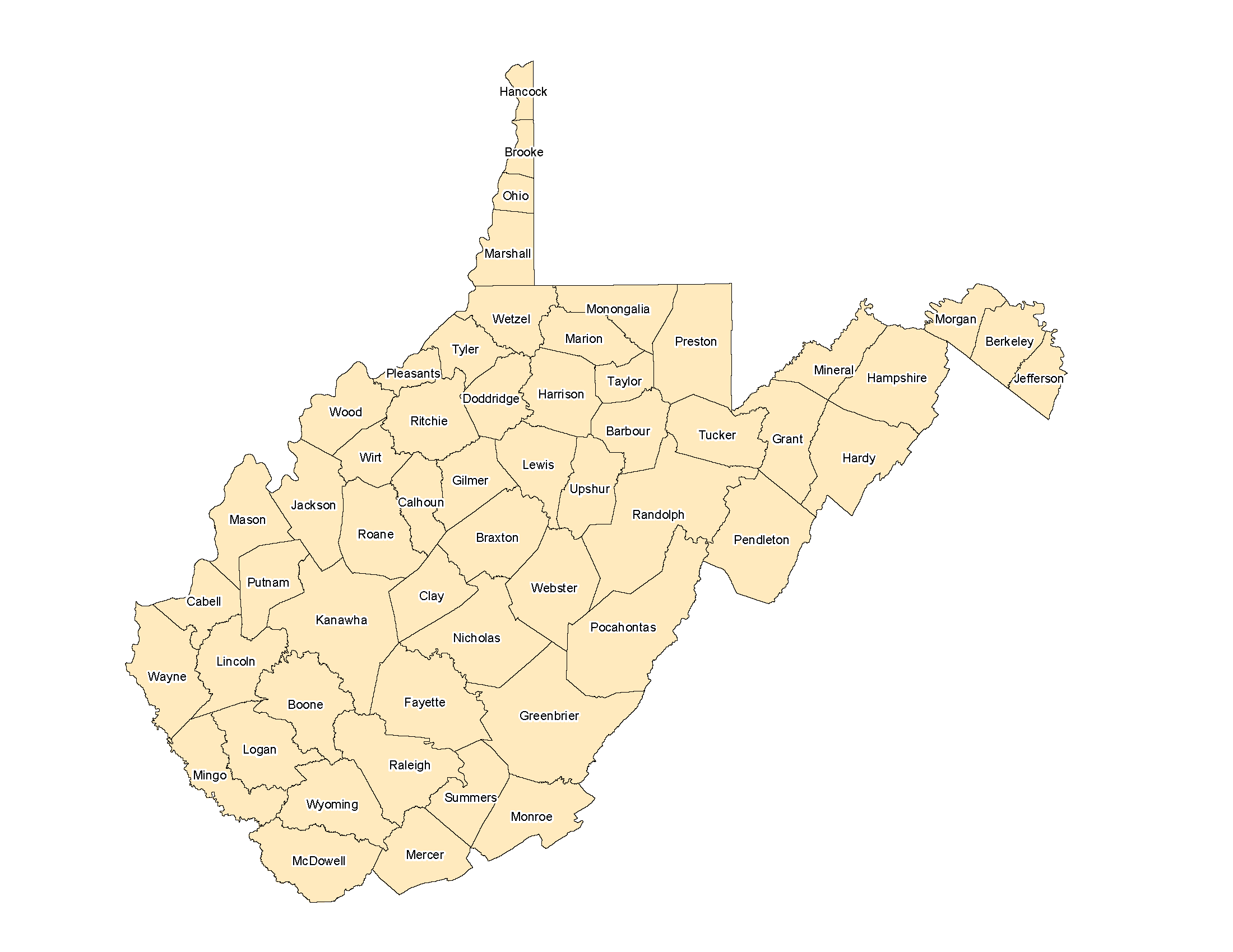
Harta statului West Virginia cu conturul celor 55 de comitate ale sale.

| Abrev. statală | Codul statal FIPS                                   | Stat                                                 |
| WV             | 54                                                  | West Virginia                                        |
|                | Codul FIPS al comitat.                              | Numele comitatului                                   |
|                | 001 Arhivat în 7 iunie 2011, la Wayback Machine.    | Comitatul Barbour—sediu Philippi, fondat în 1843     |
|                | 003 Arhivat în 7 iunie 2011, la Wayback Machine.    | Comitatul Berkeley—sediu Martinsburg, fondat în 1772 |
|                | 005 Arhivat în 6 ianuarie 2016, la Wayback Machine. | Comitatul Boone—sediu Madison, fondat în 1847        |
|                | 007 Arhivat în 7 iunie 2011, la Wayback Machine.    | Comitatul Braxton—sediu Sutton, fondat în 1836       |
|                | 009 Arhivat în 6 august 2011, la Wayback Machine.   | Comitatul Brooke—sediu Wellsburg, fondat în 1796     |
|                | 011 Arhivat în 6 august 2011, la Wayback Machine.   | Comitatul Cabell—sediu Huntington, fondat în 1809    |
|                | 013 Arhivat în 7 iunie 2011, la Wayback Machine.    | Comitatul Calhoun—sediu Grantsville, fondat în 1856  |
|                | 015 Arhivat în 7 iunie 2011, la Wayback Machine.    | Comitatul Clay—sediu Clay, fondat în 1858            |

| Abrev. statală | Codul statal FIPS                                    | Stat                                                |
| WV             | 54                                                   | West Virginia                                       |
|                | Codul FIPS al comitat.                               | Numele comitatului                                  |
|                | 017 Arhivat în 6 august 2011, la Wayback Machine.    | Comitatul Doddridge—sediu West Union, f. 1845       |
|                | 019 Arhivat în 7 iunie 2011, la Wayback Machine.     | Comitatul Fayette—sediu Fayetteville, f. 1831       |
|                | 021 Arhivat în 7 iunie 2011, la Wayback Machine.     | Comitatul Gilmer—sediu Glennville, fondat în 1845   |
|                | 023 Arhivat în 7 iunie 2011, la Wayback Machine.     | Comitatul Grant—sediu Petersburg, fondat în 1866    |
|                | 025 Arhivat în 7 iunie 2011, la Wayback Machine.     | Comitatul Greenbrier—sediu Lewisburg, f. 1778       |
|                | 027 Arhivat în 7 iunie 2011, la Wayback Machine.     | Comitatul Hampshire—sediu Romney, f. 1754           |
|                | 029 Arhivat în 6 august 2011, la Wayback Machine.    | Comitatul Hancock—sediu New Cumberland, f. 1848     |
|                | 031 Arhivat în 7 iunie 2011, la Wayback Machine.     | Comitatul Hardy—sediu Moorefield, fondat în 1786    |
|                | 033 Arhivat în 7 iunie 2011, la Wayback Machine.     | Comitatul Harrison—sediu Clarksburg, fondat în 1784 |
|                | 035 Arhivat în 11 ianuarie 2014, la Wayback Machine. | Comitatul Jackson—sediu Ripley, fondat în 1831      |
|                | 037 Arhivat în 7 iunie 2011, la Wayback Machine.     | Comitatul Jefferson—sediu Charles Town, f. 1801     |
|                | 039 Arhivat în 7 iunie 2011, la Wayback Machine.     | Comitatul Kanawha—sediu Charleston, fondat în 1789  |
|                | 041 Arhivat în 7 iunie 2011, la Wayback Machine.     | Comitatul Lewis—sediu Weston, fondat în 1816        |
|                | 043 Arhivat în 7 iunie 2011, la Wayback Machine.     | Comitatul Lincoln—sediu Hamlin, fondat în 1867      |
|                | 045 Arhivat în 7 iunie 2011, la Wayback Machine.     | Comitatul Logan—sediu Logan, fondat în 1824         |
|                | 047 Arhivat în 6 iunie 2011, la Wayback Machine.     | Comitatul McDowell—sediu Welch, fondat în 1858      |

| Abrev. statală | Codul statal FIPS                                     | Stat                                                 |
| WV             | 54                                                    | West Virginia                                        |
|                | Codul FIPS al comitat.                                | Numele comitatului                                   |
|                | 049 Arhivat în 7 iunie 2011, la Wayback Machine.      | Comitatul Marion—sediu Fairmont, fondat în 1842      |
|                | 051 Arhivat în 6 august 2011, la Wayback Machine.     | Comitatul Marshall—sediu Moundsville, fondat în 1835 |
|                | 053 Arhivat în 7 iunie 2011, la Wayback Machine.      | Comitatul Mason—sediu Point Pleasant, f. 1804        |
|                | 055 Arhivat în 7 iunie 2011, la Wayback Machine.      | Comitatul Mercer—sediu Princeton, fondat în 1837     |
|                | 057 Arhivat în 7 iunie 2011, la Wayback Machine.      | Comitatul Mineral—sediu Keyser, fondat în 1866       |
|                | 059 Arhivat în 6 august 2011, la Wayback Machine.     | Comitatul Mingo—sediu Williamson, fondat în 1895     |
|                | 061 Arhivat în 6 august 2011, la Wayback Machine.     | Comitatul Monongalia—sediu Morgantown, f. 1776       |
|                | 063 Arhivat în 7 iunie 2011, la Wayback Machine.      | Comitatul Monroe—sediu Union, fondat în 1799         |
|                | 065 Arhivat în 30 iunie 2011, la Wayback Machine.     | Comitatul Morgan—sediu Bath, fondat în 1820          |
|                | 067 Arhivat în 7 iunie 2011, la Wayback Machine.      | Comitatul Nicholas—sediu Summersville, f. 1818       |
|                | 069 Arhivat în 6 august 2011, la Wayback Machine.     | Comitatul Ohio—sediu Wheeling, fondat în 1776        |
|                | 071 Arhivat în 7 iunie 2011, la Wayback Machine.      | Comitatul Pendleton—sediu Franklin, f. 1788          |
|                | 073 Arhivat în 7 iunie 2011, la Wayback Machine.      | Comitatul Pleasants—sediu Saint Marys, f. 1851       |
|                | 075 Arhivat în 7 iunie 2011, la Wayback Machine.      | Comitatul Pocahontas—sediu Marlinton, f. 1821        |
|                | 077 Arhivat în 7 iunie 2011, la Wayback Machine.      | Comitatul Preston—sediu Kingwood, fondat în 1818     |
|                | 079 Arhivat în 19 februarie 2016, la Wayback Machine. | Comitatul Putnam—sediu Winfield, fondat în 1848      |

| Abrev. statală | Codul statal FIPS                                     | Stat                                                |
| WV             | 54                                                    | West Virginia                                       |
|                | Codul FIPS al comitat.                                | Numele comitatului                                  |
|                | 081 Arhivat în 17 august 2011, la Wayback Machine.    | Comitatul Raleigh—sediu Beckley, fondat în 1850     |
|                | 083 Arhivat în 7 iunie 2011, la Wayback Machine.      | Comitatul Randolph—sediu Elkins, fondat în 1787     |
|                | 085 Arhivat în 28 iulie 2011, la Wayback Machine.     | Comitatul Ritchie—sediu Harrisville, fondat în 1843 |
|                | 087 Arhivat în 7 iunie 2011, la Wayback Machine.      | Comitatul Roane—sediu Spencer, fondat în 1856       |
|                | 089 Arhivat în 7 iunie 2011, la Wayback Machine.      | Comitatul Summers—sediu Hinton, fondat în 1871      |
|                | 091 Arhivat în 7 iunie 2011, la Wayback Machine.      | Comitatul Taylor—sediu Grafton, fondat în 1844      |
|                | 093 Arhivat în 9 octombrie 2015, la Wayback Machine.  | Comitatul Tucker—sediu Parsons, fondat în 1856      |
|                | 095 Arhivat în 7 iunie 2011, la Wayback Machine.      | Comitatul Tyler—sediu Middlebourne, f. 1814         |
|                | 097 Arhivat în 7 iunie 2011, la Wayback Machine.      | Comitatul Upshur—sediu Buckhannon, fondat în 1851   |
|                | 099 Arhivat în 11 februarie 2016, la Wayback Machine. | Comitatul Wayne—sediu Wayne, fondat în 1842         |
|                | 101 Arhivat în 7 iunie 2011, la Wayback Machine.      | Comitatul Webster—sediu Webster Springs, f. 1860    |
|                | 103 Arhivat în 7 iunie 2011, la Wayback Machine.      | Comitatul Wetzel—sediu New Martinsville, f. 1846    |
|                | 105 Arhivat în 7 iunie 2011, la Wayback Machine.      | Comitatul Wirt—sediu Elizabeth, fondat în 1848      |
|                | 107 Arhivat în 4 septembrie 2011, la Wayback Machine. | Comitatul Wood—sediu Parkersburg, fondat în 1798    |
|                | 109 Arhivat în 28 iulie 2011, la Wayback Machine.     | Comitatul Wyoming—sediu Pineville, fondat în 1850   |